# Klemens
Klemens ist ein männlicher Vorname und ein Familienname.

## Herkunft und Bedeutung
Klemens ist eine deutsche Schreibweise von Clemens (mehr siehe dort).

## Variante
- Klemensas, litauisch

## Namensträger

### Vorname
- Klemens Brosch (1894–1926), österreichischer Maler und Grafiker
- Klemens Maria Hofbauer (1751–1820), österreichischer Heiliger und erster deutscher Redemptorist
- Klemens Hufnagl (* 1979), österreichischer Kameramann
- Klemens Jockwig (* 1936), deutscher Redemptorist und Theologe
- Klemens Wenzel Lothar von Metternich (1773–1859), österreichischer Staatsmann
- Klemens Murańka (* 1994), polnischer Skispringer
- Klemens Neumann (1873–1928), katholischer Pfarrer, Gymnasialprofessor, Mitbegründer der Quickborn-Bewegung
- Klemens Richter (* 1940), deutscher  römisch-katholischer Theologe und Liturgiewissenschaftler
- Klemens Schnorr (* 1949), deutscher Organist und Musikwissenschaftler
- Klemens Stadler (1908–1975), deutscher Archivar und Heraldiker
- Klemens Vereno (* 1957), österreichischer Komponist und Universitätslehrer
- Klemens Zielinski (1922–2002), deutscher Fußballspieler

### Familienname
- Jonas Klemens (* 1994), deutscher Grasskiläufer
- Jozef Božetech Klemens (1817–1883), slowakischer Maler
- Letícia da Silva Klemens (* 1972), mosambikanische Unternehmerin und Politikerin (FRELIMO)
- Luise Klemens (* 1963), deutsche Gewerkschaftsfunktionärin (HBV, ver.di)
- Pascal Klemens (* 2005), deutscher Fußballspieler